# Factor de crecimiento transformante beta

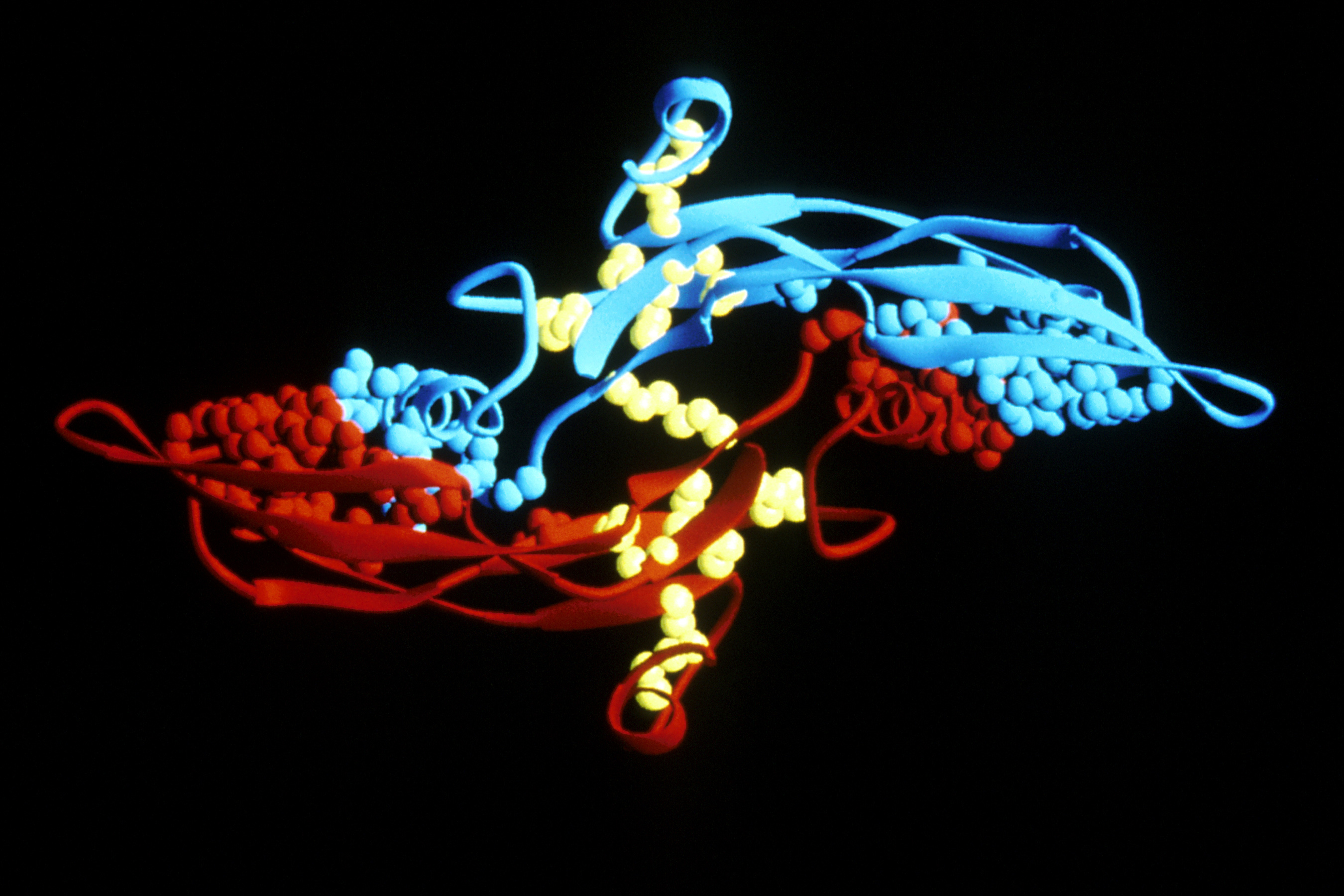
Gráfica computacional del TGF-beta. El TGF-beta es una citocina con tres isoformas diferentes que regula numerosas funciones celulares, como la proliferación, la diferenciación, la adhesión y la migración celular.

El factor de crecimiento transformante beta (por sus siglas en inglés TGF-β, abreviatura de transforming growth factor beta) pertenece a una superfamilia de factores de crecimiento que incluye tres isoformas para TGF-β (1,2,3) y otros factores variados, como la proteína morfogénica ósea (BMP), activinas, inhibinas y la hormona antimulleriana.
Son un tipo de proteínas, denominados citocinas, que están involucradas en procesos celulares como hematopoyesis, proliferación celular, angiogénesis, diferenciación, migración y apoptosis celular, por lo que es fundamental durante la embriogénesis y el desarrollo.
La molécula con una función más amplia es TGF-β1 y es la que se utiliza como factor de referencia. Es una proteína homodimérica, producida por una gran variedad de células, como plaquetas, células endoteliales, linfocitos y macrófagos. Se sintetiza como un precursor inactivo, que debe ser escindido proteolíticamente para generar la proteína activa. Esta se une a dos receptores celulares  (tipo I y II) con actividad serina-treonina kinasa, y desencadena la fosforilación de factores citoplásmicos denominados Smads, de los que existen diferentes formas (1,2,3,5,8). Estos Smads fosforilados se unen a Smad4 para formar heterodímeros que entran en el núcleo y se asocian a otras proteínas de unión a ADN para activar o inhibir la transcripción de genes específicos. TGF-β tiene muchos efectos diferentes (se dice por ello que tiene un efecto pleiotrópico), a veces opuestos, en función del tipo de tejido afectado y el tipo de daño.
- En la mayoría de las células epiteliales, TGF-β es un inhibidor del crecimiento, ya que promueve la expresión de inhibidores del ciclo celular de las familias Cip/Kip e INK4/ARF. En cuanto a las células del mesénquima, el efecto de TGF-β depende del entorno, pero puede promover la invasión y la metástasis durante el crecimiento de un tumor. A menudo, durante el desarrollo de un tumor se pierde TGF-β, lo que proporciona una ventaja adaptativa a las células tumorales.
- TGF-β es un agente fibrogénico importante, que estimula la quimiotaxis hacia los fibroblastos y aumenta la expresión de colágeno, fibronectina y proteoglicanos. Además disminuye la actividad de las proteasas de la matriz extracelular y aumenta las actividades inhibidoras de proteasas, lo que resulta en una disminución de la degradación del colágeno. Por todo ello, TGF-β está implicado en el desarrollo de fibrosis en varios procesos de inflamación crónica, sobre todo en los pulmones, los riñones y el hígado. Además se observa una expresión elevada de TGF-β en cicatrices hipertróficas, esclerosis sistémicas y en el síndrome de Marfan.
- TGF-β tiene una fuerte acción antiinflamatoria, pero puede aumentar algunas funciones inmunes. Así, en ratones knock-out para TGF-β1 tienen defectos en linfocitos T reguladores, lo que genera una inflamación extensa con abundante proliferación de linfocitos T y diferenciación de CD4+ en linfocitos "helper" Th1 y Th2.

## Tipos
Hay tres tipos primarios:
- TGF beta 1[3]
- TGF beta 2[4]
- TGF beta 3[5]
- El precursor de TGFβ4 fue descubierto como gen inducido durante la fase Premenstrual en el estroma del endometrio[6] y se denominó EBAF (Endometrial Bleeding Associated Factor).[7] Más tarde y de forma independiente se descubrió que está involucrado en la determinación asimétrica izquierda-derecha del embrión de los vertebrados, y se le dio el nombre lefty2 (también llamado Lefty A).